# Koningssteen
Koningssteen is de naam van een natuurgebied aan de Belgisch-Nederlandse grens, ten oosten van Kessenich en ten zuiden van Thorn.
Het is een der eerste natuurontwikkelingsgebieden langs de Grensmaas en het is gelegen tussen twee door grindwinning ontstane plassen. De corridor tussen deze plassen volgt de grens, en er bevinden zich enkele gietijzeren grenspalen op het terrein.
In 1989 werd begonnen met begrazing door koniks en galloways. Zo ontstond een landschap met een grote variatie: graslanden, struwelen en ooibossen. Vanaf 1996 werd het terrein beheerd door de Nederlandse Vereniging Natuurmonumenten en het Belgische Limburgs Landschap. Het gebied is Europees beschermd als onderdeel van Natura 2000-gebied (habitatrichtlijngebied 'Uiterwaarden langs de Limburgse Maas en Vijverbroek' (BE2200037)).
In Koningssteen broeden vele vogels, waaronder fuut, koekoek, spotvogel, grasmus, en wielewaal. Er werden 31 soorten dagvlinders waargenomen, waaronder het hooibeestje.
In het gebied is een wandeling uitgezet die echter, aangezien de corridor doodloopt op de Maas, weer in tegengestelde richting terug moet worden genomen.
Aangezien de grindwinning ook in het (Belgische) Kessenich plaatsvond, kwam er een dam te liggen tussen de Plas van Kessenich en de Grote Hegge (de plas bij Thorn). 

## Externe bron
- Rivierpark Maasvallei
- Raport Koningssteen
- Natuurgebied Koningssteen - Limburgs Landschap